# Vlissingen
Vlissingen (engleză Flushing, franceză Flessingue) este un oraș în provincia Zeelanda, Țările de Jos.

## Localități componente
Comuna Vlissingen conține și următoarele localități: Oost-Souburg, West-Souburg, Ritthem.